# Bergstein
Bergstein is een plaats in de Duitse gemeente Hürtgenwald, deelstaat Noordrijn-Westfalen, en telt 919 inwoners (31 maart 2021). De plaats ligt ten westen van Zerkall en verderop Nideggen. Ten oosten van Bergstein ligt op een 401 meter hoge, Burgberg geheten heuveltop een schamel restant van de ruïne van hoogteburcht Bergstein, rijksburcht Berenstein (1098-1298). Op de heuveltop staat thans de Krawutschketurm, een uitzichttoren van waar men 360 graden in de rondte kan kijken.

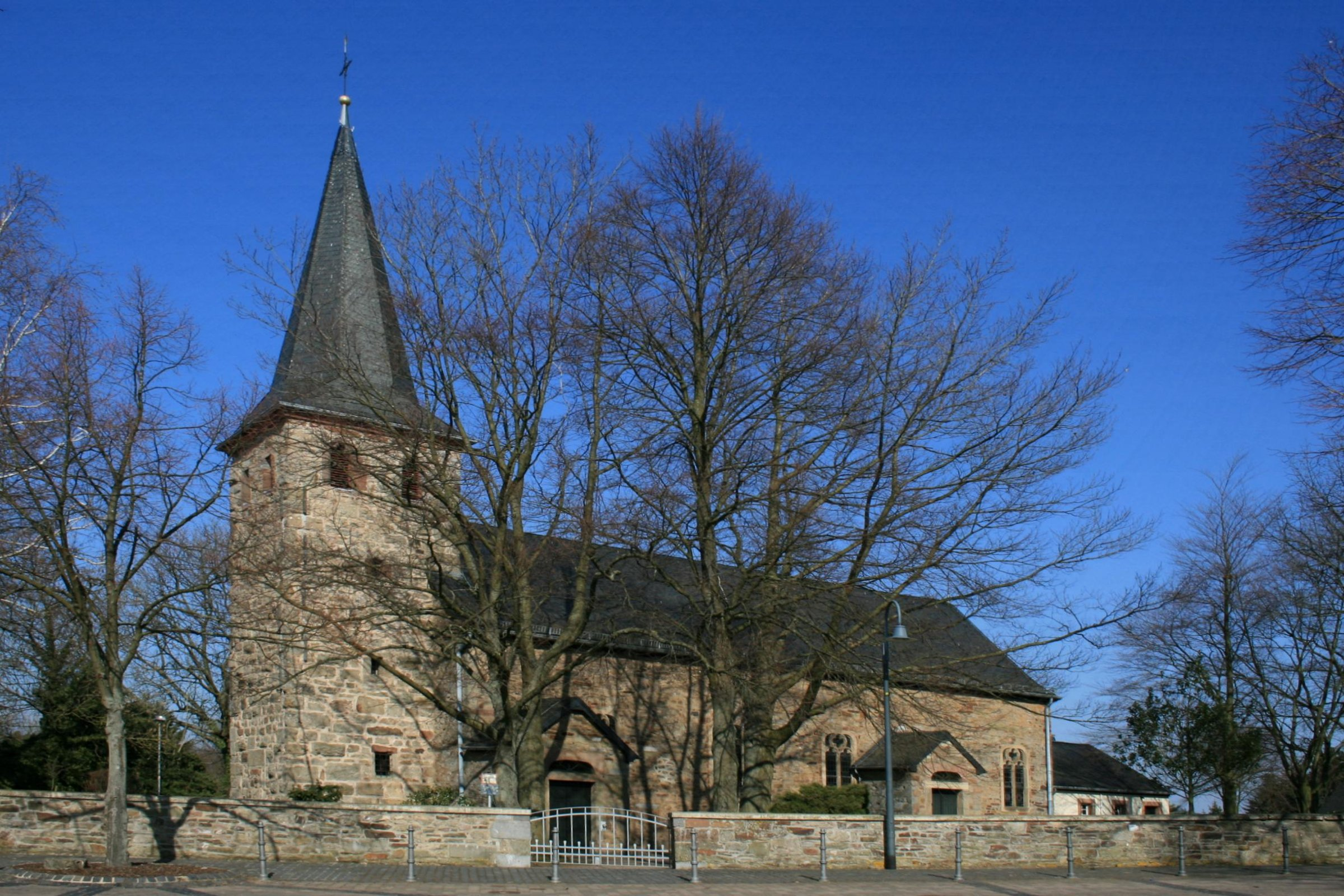
R.K. kerk te Bergstein
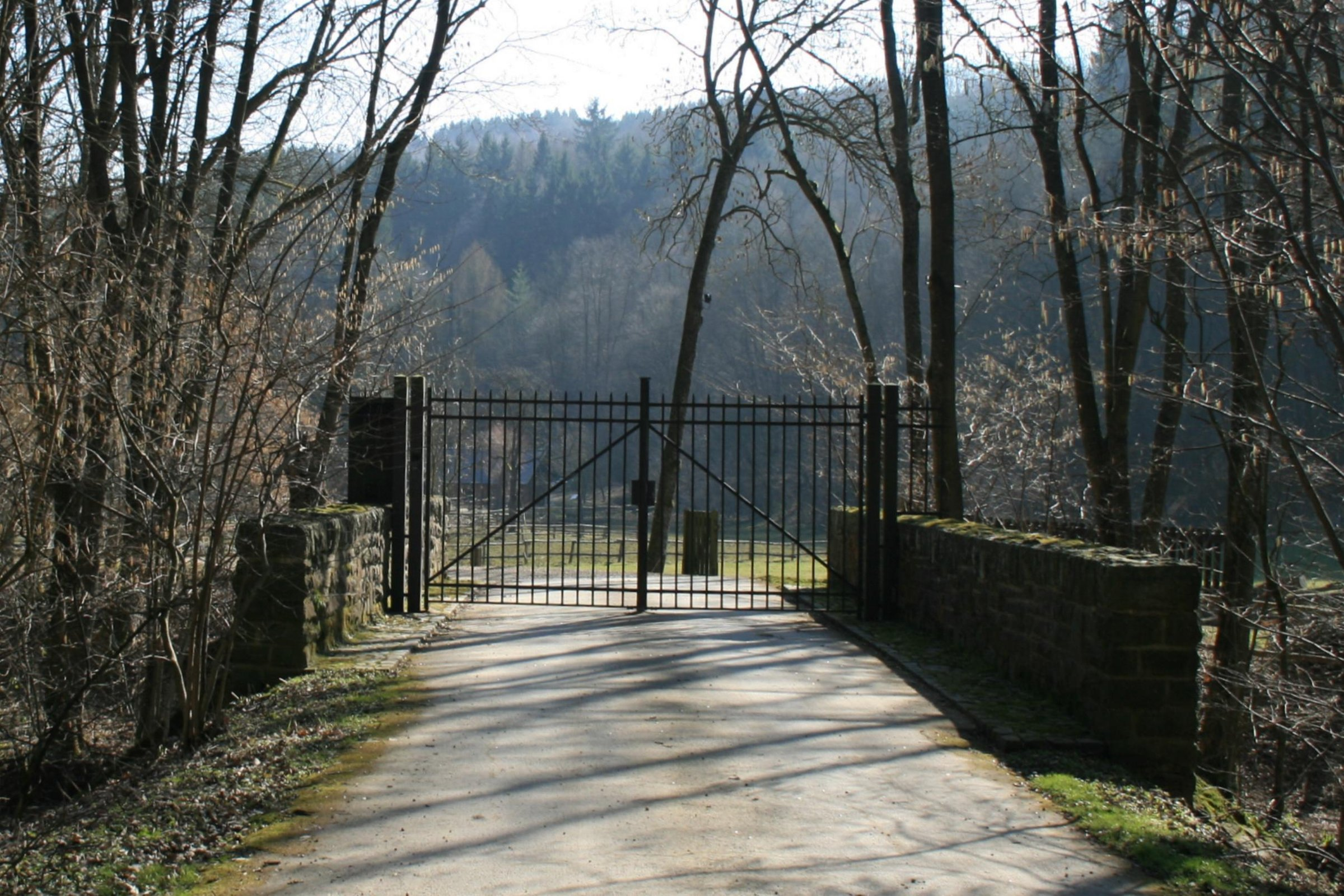
Brug over de Kall
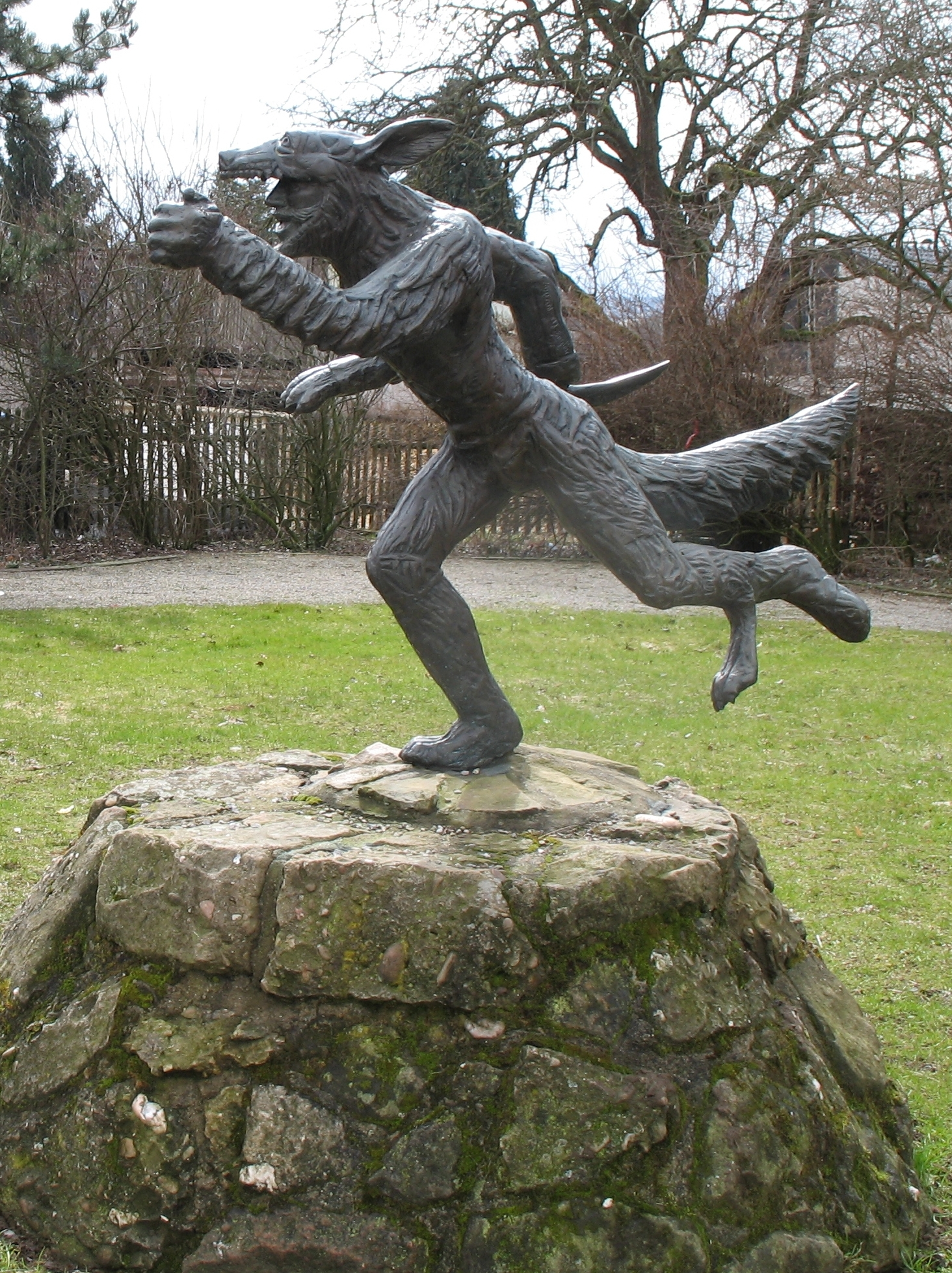
Standbeeld "Sürthgens Mossel"

De rooms-katholieke kerk van het dorp is gewijd aan de Heilige Drie Moren, Duits: Heilige Maurische Märtyrer,  zie ook: Thebaanse Legioen. Deze kerk werd reeds in de middeleeuwen gebouwd, en werd rond 1500 en in 1807 ingrijpend verbouwd.

## Sage
De sage rond "Sürthgens Mossel" gaat terug tot 1542, tijdens de 3e Gelderse Erfopvolgingsoorlog. Troepen van Keizer Karel V waren te Bergstein gelegerd en moesten het 8 km oostelijker Nideggen innemen. De aanvoerder van deze troepen wilde Nideggen binnendringen d.m.v. een krijgslist. Hij hulde zich in een grote hondenvacht en sloop over het Sürthgen genaamde voetpad richting Nideggen. Hij wilde op het juiste moment vanuit een hooggelegen punt in  de stad een geheim signaal afgeven, waarna zijn mannen de aanval op Nideggen moesten inzetten. Hij had tevoren gezworen, dat hij zich nooit door de vijand zou laten grijpen. Gebeurde dat toch, dan zou hij tot in lengte van dagen als spook de omgeving onveilig maken. 
Helaas werd de verkenner in zijn hondenvel toch gezien en door een boogschutter vanaf Kasteel Nideggen doodgeschoten.
Sedertdien waart 's nachts op en rond het pad Sürthgen regelmatig de spookhond "Sürthgens Mossel" rond. Soms springt hij tussen de benen van de voorbijkomende wandelaar en dwingt deze tot een dolle rit, waarna hij zijn slachtoffer afwerpt.
Ter plaatse is een standbeeld van deze spookhond opgericht.